# Ariana Dumbledore
Ariana Dumbledore er en figur fra Harry Potter universet. Hun er Albus Dumbledores mystiske søster, som siges i Rita Rivejerns bog i Harry Potter og dødsregalierne, at være født af fuldblodstroldmænd uden at være heks selv. Men Dumbeldore afslører dog senere til Harry Potter, at hans søster Ariana, blev angrebet af en flok muglere da hun "legede med sin magi" i deres have, og aldrig blev normal igen. Hun kunne ikke styre sin magi, og hendes mor blev hjemme for at passe på hende, en dag Arianas temperament blev for meget, og hendes mor ikke kunne stoppe hende, døde moderen. 
Ariana døde selv i en kamp mellem hendes brødre og en af hendes ældste bror Albus' venner.
| Fiktion | Spire Denne artikel om en historie eller noget fiktivt er en spire som bør udbygges. Du er velkommen til at hjælpe Wikipedia ved at udvide den. |